# Тастумсицький сільський округ
Тастумси́цький сільський округ (каз. Тастұмсық ауылдық округі, рос. Тастумсыкский сельский округ) — адміністративна одиниця у складі Тюлькубаського району Туркестанської області Казахстану. Адміністративний центр — село Тастумсик.
Населення — 3780 осіб (2021; 3678 у 2009, 3186 у 1999, 3117 у 1989).
Станом на 1989 рік існувала Вознесеновська сільська рада (села Амангельди, Владимировка, Вознесеновка, селища Кабанбай, Карабастау).

## Склад
До складу округу входять такі населені пункти:
| Населений пункт  | Колишні назви | Населення, осіб (1989) | Населення, осіб (1999) | Населення, осіб (2009) | Населення, осіб (2021) |
| ---------------- | ------------- | ---------------------- | ---------------------- | ---------------------- | ---------------------- |
| Амангельди, село | -             | 630                    | 631                    | 727                    | 648                    |
| Жиланди, село    | Владимировка  | 421                    | 419                    | 481                    | 664                    |
| Кабанбай, село   | -             | 209                    | 247                    | 257                    | 304                    |
| Карабастау, село | -             | 130                    | 151                    | 148                    | 141                    |
| Тастумсик, село  | Вознесеновка  | 1727                   | 1738                   | 2065                   | 2023                   |